# Autoecologia
L'autoecologia o ecologia de les espècies o dels individus és una subdisciplina de l'ecologia que s'ocupa de l'estudi de les adaptacions d'una espècie, considerada aïlladament, als factors ambientals, biòtics i abiòtics Pot ser considerar-se com l'ecologia pròpia de l'espècie, atès que les seves característiques morfològiques i fisiològiques permeten deduir les característiques del medi on viu. Les espècies manifesten «síndromes d'adaptació» a les condicions ambientals. Per estudiar-les, l'ambient on viuen es descompon en «factors» com ara llum, temperatura o pH, però l'organisme es comporta com una unitat en la seva evolució. En general, les espècies no estan formades per organismes adaptables i plàstics, que haurien pogut ocupar hàbitats molt diversos, sinó que hi ha moltes formes diferents genèticament, i cada espècie resisteix a la variació de les seves característiques.